# Holton (Indiana)
Holton – miasto w Stanach Zjednoczonych, w stanie Indiana, w hrabstwie Ripley.